# Turgay Bahadır
Turgay Bahadır (Vienna, 15 gennaio 1984) è un ex calciatore austriaco naturalizzato turco, di ruolo attaccante.

## Palmarès
- Campionato turco: 1

Bursaspor: 2009-2010